# Стенлі (парафія, Нью-Брансвік)
Стенлі (англ. Stanley) — парафія в Канаді, у провінції Нью-Брансвік, у складі графства Йорк.

## Населення
За даними перепису 2016 року, парафія нараховувала 832 особи, показавши скорочення на 7,9%, порівняно з 2011-м роком. Середня густина населення становила 0,7 осіб/км².
З офіційних мов обидвома одночасно володіли 65 жителів, тільки англійською — 770. Усього 5 осіб вважали рідною мовою не одну з офіційних.
Працездатне населення становило 55,3% усього населення, рівень безробіття — 14,3% (27,3% серед чоловіків та 0% серед жінок). 89,3% осіб були найманими працівниками, а 9,5% — самозайнятими.
Середній дохід на особу становив $31 911 (медіана $26 240), при цьому для чоловіків — $34 211, а для жінок $29 619 (медіани — $29 952 та $23 360 відповідно).
38,8% мешканців мали закінчену шкільну освіту, не мали закінченої шкільної освіти — 24,3%, 36,8% мали післяшкільну освіту, з яких 17,9% мали диплом бакалавра, або вищий, 10 осіб мали вчений ступінь.
| Статево-вікова структура населення | Статево-вікова структура населення | Статево-вікова структура населення | Статево-вікова структура населення | Статево-вікова структура населення |
| ---------------------------------- | ---------------------------------- | ---------------------------------- | ---------------------------------- | ---------------------------------- |
|                                    |                                    |                                    |                                    |                                    |
| Всього                             | Всього                             | 51,5%48,5%                         |                                    |                                    |
| 0 — 14 років                       | 0 — 14 років                       |                                    | 14,5%                              | 14,5%                              |
| 15 — 64 років                      | 15 — 64 років                      |                                    | 64,8%                              | 64,8%                              |
| 65 і більше                        | 65 і більше                        |                                    | 20,6%                              | 20,6%                              |
| 85 і більше                        | 85 і більше                        |                                    | 1,8%                               | 1,8%                               |
| Середній вік (років)               | Середній вік (років)               | 44,645,1                           | 44,9                               | 44,9                               |
| Медіана (років)                    | Медіана (років)                    | 48,250,1                           | 49,4                               | 49,4                               |
| — чоловіки — жінки                 |                                    |                                    |                                    |                                    |

| Походження мешканців:     | Походження мешканців:     | Походження мешканців: | Походження мешканців: | Походження мешканців: |
| ------------------------- | ------------------------- | --------------------- | --------------------- | --------------------- |
| Походження                |                           |                       | осіб                  | %                     |
| Корінні американці        | Корінні американці        |                       | 85                    | 9.39%                 |
| Інше північноамериканське | Інше північноамериканське |                       | 490                   | 54.14%                |
| Європейське               | Європейське               |                       | 605                   | 66.85%                |
| британське                | британське                |                       | 545                   | 60.22%                |
| французьке                | французьке                |                       | 135                   | 14.92%                |
| українське                | українське                |                       | 10                    | 1.1%                  |

| Зайнятість населення за галузями (за класифікацією NOC): | Зайнятість населення за галузями (за класифікацією NOC): | Зайнятість населення за галузями (за класифікацією NOC): | Зайнятість населення за галузями (за класифікацією NOC): | Зайнятість населення за галузями (за класифікацією NOC): |
| -------------------------------------------------------- | -------------------------------------------------------- | -------------------------------------------------------- | -------------------------------------------------------- | -------------------------------------------------------- |
|                                                          |                                                          |                                                          |                                                          |                                                          |
| Управління                                               | Управління                                               |                                                          | 9,6%                                                     | 9,6%                                                     |
| Бізнес, фінанси та адміністрування                       | Бізнес, фінанси та адміністрування                       |                                                          | 8,4%                                                     | 8,4%                                                     |
| Природничі та прикладні науки                            | Природничі та прикладні науки                            |                                                          | 3,6%                                                     | 3,6%                                                     |
| Охорона здоров'я                                         | Охорона здоров'я                                         |                                                          | 8,4%                                                     | 8,4%                                                     |
| Освіта, правозахист, муніципальні та урядові служби      | Освіта, правозахист, муніципальні та урядові служби      |                                                          | 12%                                                      | 12%                                                      |
| Мистецтво, культура, відпочинок та спорт                 | Мистецтво, культура, відпочинок та спорт                 |                                                          | 7,2%                                                     | 7,2%                                                     |
| Роздрібна торгівля та послуги                            | Роздрібна торгівля та послуги                            |                                                          | 18,1%                                                    | 18,1%                                                    |
| Гуртова торгівля, транспорт та обладнання                | Гуртова торгівля, транспорт та обладнання                |                                                          | 24,1%                                                    | 24,1%                                                    |
| Природні ресурси, сільське господарство                  | Природні ресурси, сільське господарство                  |                                                          | 6%                                                       | 6%                                                       |

## Клімат
Середня річна температура становить 3,7°C, середня максимальна – 21,5°C, а середня мінімальна – -18,4°C. Середня річна кількість опадів – 1 129 мм.
| Клімат поселення                              | Клімат поселення | Клімат поселення | Клімат поселення | Клімат поселення | Клімат поселення | Клімат поселення | Клімат поселення | Клімат поселення | Клімат поселення | Клімат поселення | Клімат поселення | Клімат поселення | Клімат поселення |
| Показник                                      | Січ.             | Лют.             | Бер.             | Квіт.            | Трав.            | Черв.            | Лип.             | Серп.            | Вер.             | Жовт.            | Лист.            | Груд.            |                  |
| Середній максимум, °C                         | −5,06            | −3,6             | 2,01             | 8,61             | 16,10            | 21,10            | 21,50            | 21,51            | 16,18            | 10,31            | 4,22             | −3,72            |                  |
| Середня температура, °C                       | −11,73           | −10,27           | −4,64            | 1,96             | 9,43             | 14,42            | 17,41            | 17,43            | 12,10            | 6,22             | 0,12             | −7,8             |                  |
| Середній мінімум, °C                          | −18,42           | −16,94           | −11,33           | −4,72            | 2,75             | 7,75             | 13,33            | 13,35            | 8,00             | 2,13             | −3,96            | −11,9            |                  |
| Норма опадів, мм                              | 108              | 81               | 86               | 84               | 81               | 89               | 104              | 88               | 97               | 100              | 106              | 105              |                  |
| Середньомісячна швидкість вітру, м/с          | 3.76             | 3.84             | 4.09             | 3.99             | 3.73             | 3.28             | 2.99             | 2.85             | 3.14             | 3.51             | 3.69             | 3.73             |                  |
| Середньомісячна сонячна радіація, кДж/м²·день | 5223             | 8446             | 12239            | 15495            | 18310            | 20195            | 19736            | 17424            | 12955            | 8155             | 4839             | 4015             |                  |
| --------------------------------------------- | ---------------- | ---------------- | ---------------- | ---------------- | ---------------- | ---------------- | ---------------- | ---------------- | ---------------- | ---------------- | ---------------- | ---------------- | ---------------- |
| Джерело:                                      |                  |                  |                  |                  |                  |                  |                  |                  |                  |                  |                  |                  |                  |